# Biały Zdrój Południowy
Biały Zdrój Południowy – przystanek kolejowy w Białym Zdroju w województwie zachodniopomorskim, w Polsce. Pomiędzy marcem a kwietniem 2014 dokonano zburzenia budynków stacyjnych. Przystanek zapewnia połączenie miejscowości z takimi ośrodkami miejskimi, jak: Kalisz Pomorski, Stargard, Wałcz, Szczecin oraz Piła. Na przystanku zatrzymują się wyłącznie regionalne pociągi osobowe relacji Szczecin Główny - Piła Główna i przeciwnej.

## Ruch pasażerski
| Rok  | Wymiana pasażerska na dobę |
| ---- | -------------------------- |
| 2017 | 10-19                      |
| 2022 | 0-9                        |